# Faith Idehen
Faith Idehen, nigerijska atletinja, * 2. maj 1973, Nigerija.
Nastopila je na olimpijskih igrah leta 1992 ter osvojila bronasto medaljo v štafeti 4×100 m. Na igrah Skupnosti narodov je leta 1994 osvojila zlato medaljo v isti disciplini.